# 전기 촉매

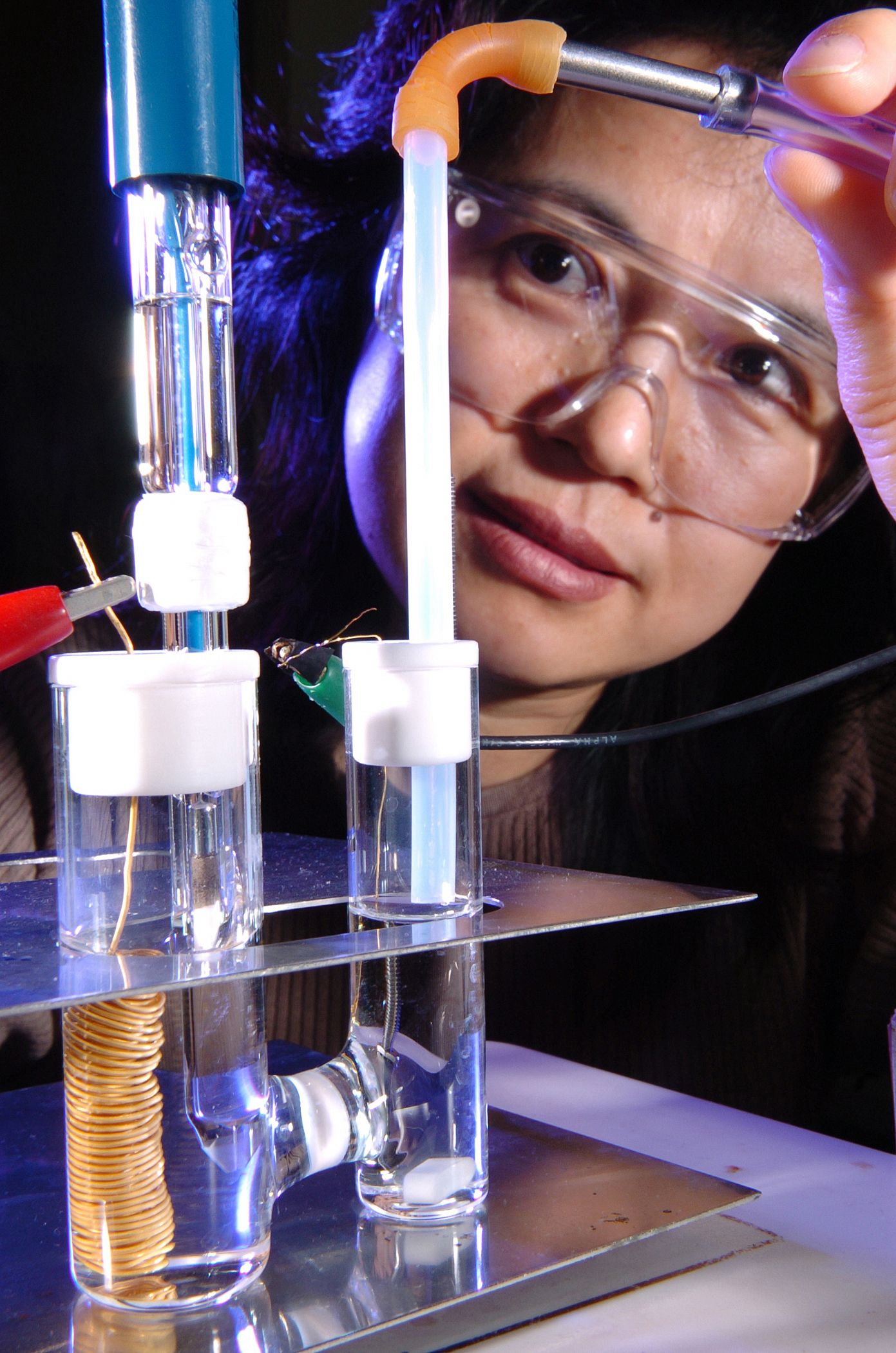
화학자 샤오핑 왕이 백금 음극 전기촉매의 안정성을 측정하고 있다.

전기 촉매(영어: Electrocatalyst)는 전기화학 반응에 참여하는 촉매이다. 전기 촉매는 전극 표면에서 기능하거나, 가장 흔하게는 전극 표면 자체인 특정 형태의 촉매이다. 전기 촉매는 백금 전극과 같은 불균일 형태일 수 있다. 가용성인 균일 전기 촉매는 전극과 반응물 간의 전자 전달을 돕거나, 전체 반쪽 반응으로 설명되는 중간 화학적 변환을 촉진한다. 전기촉매의 주요 과제는 연료전지에 집중되어 있다.

## 배경 및 이론
전기 촉매는 전기화학 반응에 필요한 활성화 에너지를 낮춘다. 일부 전기 촉매는 산화 및 환원 과정이 발생하는 전위를 변화시킨다. 다른 경우에는 전기촉매가 전극 표면에서 특정 화학적 상호작용을 선호하여 선택성을 부여할 수 있다. 전기화학 반응은 전자가 한 화학종에서 다른 화학종으로 이동할 때 발생하므로, 전극 표면에서의 유리한 상호작용은 전기화학적 변환이 발생할 가능성을 높여 이러한 변환을 달성하는 데 필요한 전위를 줄인다.
전기 촉매는 활성, 안정성 및 선택성에 따라 평가될 수 있다. 전기 촉매의 활성은 주어진 인가 전위에 대해 생성되는 전류 밀도, 즉 반응이 얼마나 빨리 일어나는지로 정량적으로 평가될 수 있다. 이 관계는 타펠 방정식으로 설명된다. 전기 촉매의 안정성을 평가할 때 주요 매개변수는 전환수 (TON)이다. 전기 촉매의 선택성은 생성물 분포를 나타낸다. 선택성은 원하는 분석물 또는 기판에 대한 재료의 반응과 다른 방해물에 대한 반응을 비교하는 선택성 계수를 통해 정량적으로 평가할 수 있다.
갈바니 전지, 연료전지 및 다양한 형태의 전해전지를 포함한 많은 전기화학 시스템에서 한 가지 단점은 높은 활성화 장벽으로 인해 어려움을 겪을 수 있다는 것이다. 이러한 활성화 장벽을 극복하는 데 전환되는 에너지는 열로 변환된다. 대부분의 발열 연소 반응에서 이 열은 단순히 반응을 촉매적으로 전파시킨다. 산화환원 반응에서 이 열은 시스템에 손실되는 쓸모없는 부산물이다. 운동 장벽을 극복하는 데 필요한 추가 에너지는 일반적으로 낮은 패러데이 효율과 높은 과전압으로 설명된다. 이러한 시스템에서 두 전극과 그와 관련된 반쪽 전지는 각각 자체의 특수 전기 촉매를 필요로 한다.
다단계, 다전자 전달, 그리고 전체 화학적 변환에서 기체의 발생 또는 소모를 포함하는 반쪽 반응은 종종 상당한 동역학적 장벽을 가질 것이다. 또한 전극 표면에는 종종 하나 이상의 가능한 반응이 있다. 예를 들어, 물의 전기분해 동안 양극은 두 전자 과정을 통해 물을 과산화 수소로 산화시키거나 네 전자 과정을 통해 산소로 산화시킬 수 있다. 전기촉매의 존재는 두 반응 경로 중 하나를 촉진할 수 있다.

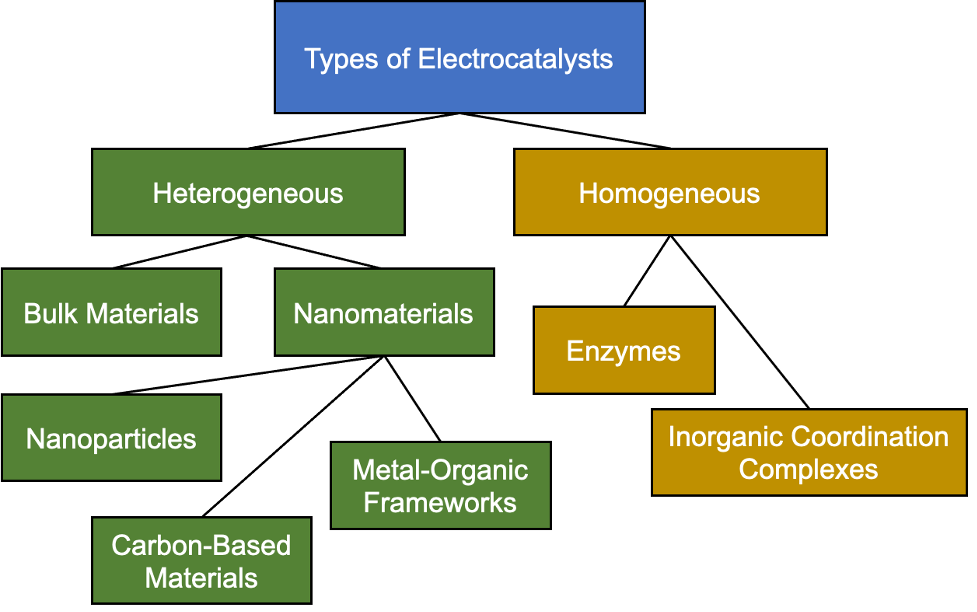
균일 및 불균일 전기 촉매를 포함한 전기촉매 재료의 종류.

## 균일 전기 촉매
균일 전기 촉매는 반응물과 동일한 물질 상태로 존재하는 촉매이며, 예를 들어 수용성 배위 화합물이 용액에서 전기화학적 변환을 촉매하는 경우이다. 이 기술은 상업적으로 사용되지 않지만 연구 관심사이다.

### 합성 배위 화합물
많은 배위 화합물이 전기화학 반응을 촉매하지만, 상업적 성공을 거둔 것은 거의 없다. 잘 연구된 과정에는 수소 발생 반응이 포함된다.

### 촉매 공정의 전기화
전통적인 화학 촉매를 전기 촉매로 대체하는 것에 대한 많은 관심이 있다. 이러한 방식에서 전극에 의해 공급되는 전자는 반응물이다. 이 주제는 녹색 에너지 분야의 한 주제인데, 이는 전자가 재생 가능 자원에서 공급될 수 있기 때문이다. 수소 가스를 사용하는 여러 변환은 전기화학적 과정으로 변환되어 양성자를 사용할 수 있다. 이 기술은 경제적으로 경쟁력이 없다.
또 다른 예는 질소 고정 분야에서 찾을 수 있다. 전통적인 하버-보슈 공정은 질소 가스의 수소화를 통해 암모니아를 생산한다.
N
2 + 3 H
2  →  2 NH
3
전기화된 버전에서는 수소가 양성자와 전자의 형태로 제공된다.
N
2 + 6 H+
 + 6 e−
  →  2 NH
3
암모니아는 연소 가능하므로 에너지원이다. 이러한 방식으로 전기화는 에너지 저장 수단으로 볼 수 있다.
많은 노력이 집중되고 있는 또 다른 공정은 이산화 탄소의 전기화학적 환원이다.

### 효소
일부 효소는 전기 촉매로 기능할 수 있다. MoFe 클러스터를 포함하는 효소인 질소고정효소는 대기 질소를 고정, 즉 질소 가스를 암모니아와 같은 분자로 전환하는 데 활용될 수 있다. 단백질을 전극 표면에 고정하고 전자 매개체를 사용하면 이 과정의 효율성이 크게 향상된다. 생체전기촉매의 효과는 일반적으로 효소의 활성 부위와 전극 표면 간의 전자 전달 용이성에 달려 있다. 다른 효소는 합성 촉매 개발에 대한 통찰력을 제공한다. 예를 들어, 니켈 함유 효소인 폼산 탈수소효소는 CO2 환원에 사용되는 유사한 분자 구조를 가진 합성 복합체 개발에 영감을 주었다. 미생물 연료 전지는 생물학적 시스템을 전기촉매 응용 분야에 활용할 수 있는 또 다른 방법이다. 미생물 기반 시스템은 특정 효소의 활성보다는 전체 유기체의 대사 경로를 활용하므로 광범위한 화학 반응을 촉매할 수 있다. 미생물 연료 전지는 글루코스와 같은 기판의 산화로부터 전류를 얻을 수 있으며, CO2 환원과 같은 공정에 활용될 수 있다.

## 불균일 전기 촉매
불균일 전기 촉매는 반응물과 다른 물질 상에 존재하는 촉매이며, 예를 들어 고체 표면이 용액에서 반응을 촉매하는 경우이다. 다양한 유형의 불균일 전기 촉매 재료가 위에 녹색으로 표시되어 있다. 불균일 전기 촉매 반응은 고체 촉매(일반적으로 금속)와 전해질(액체 용액뿐만 아니라 이온 전도가 가능한 고분자 또는 세라믹일 수도 있음) 간에 전자 이동이 필요하므로, 반응 동역학은 촉매와 전해질뿐만 아니라 그들 사이의 계면에도 의존한다. 전기촉매 표면의 특성은 속도 및 선택성을 포함한 반응의 일부 특성을 결정한다.

### 벌크 재료
전기 촉매는 백금 금속과 같은 일부 벌크 재료의 표면에서 발생할 수 있다. 금의 벌크 금속 표면은 수소 생산을 위한 메탄올 분해에 사용되었다. 물의 전기분해는 일반적으로 백금 또는 이리듐과 같은 불활성 벌크 금속 전극에서 수행된다. 전기 촉매의 활성은 화학적 변형으로 조절할 수 있으며, 이는 일반적으로 두 가지 이상의 금속을 합금하여 얻어진다. 이는 전자 구조의 변화, 특히 귀금속의 촉매 특성에 기여하는 것으로 여겨지는 d 밴드의 변화 때문이다.

### 나노재료

#### 나노입자
다양한 나노입자 재료가 다양한 전기화학 반응을 촉진하는 것으로 입증되었지만, 상업화된 것은 없다. 이 촉매들은 크기와 모양, 그리고 표면 변형에 따라 조절될 수 있다.

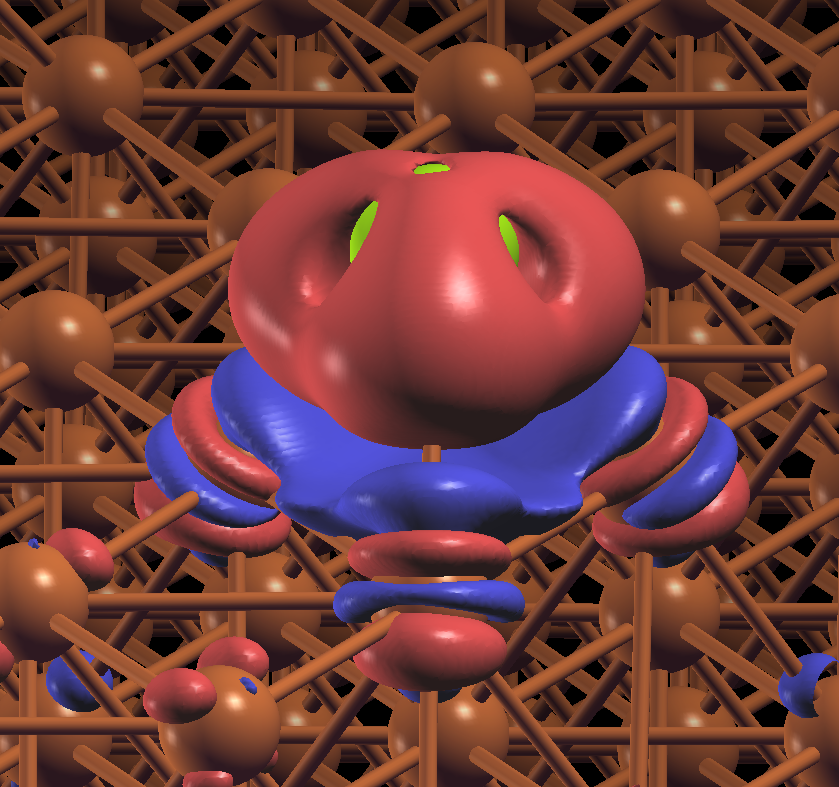
DFT 시뮬레이션으로 얻은 Cu(111) 표면에 Cl 원자가 흡착된 전자 밀도 차이. 빨간색 영역은 전자의 풍부함을 나타내고, 파란색 영역은 전자의 부족을 나타낸다.

또한, 표면 원자의 배열을 정밀하게 제어함으로써 더 높은 반응 속도를 달성할 수 있다. 실제로 나노미터 시스템에서는 전기촉매 활성을 추정하는 데 노출된 표면적보다 사용 가능한 반응 부위의 수가 더 좋은 매개변수이다. 부위는 반응이 일어날 수 있는 위치이며, 특정 부위에서 반응이 발생할 가능성은 촉매의 전자 구조에 따라 달라지는데, 이는 반응물의 흡착 에너지를 비롯하여 아직 완전히 밝혀지지 않은 많은 다른 변수들을 결정한다.
TSK 모델에 따르면, 촉매 표면 원자는 위치에 따라 테라스, 스텝 또는 킹크 원자로 분류될 수 있으며, 각각 다른 배위수로 특징지어진다. 원칙적으로 배위수가 낮은 원자(킹크 및 결함)는 더 반응성이 높고 따라서 반응물을 더 쉽게 흡착하는 경향이 있다. 이는 동역학을 촉진할 수 있지만, 흡착되는 종이 반응물이 아니어서 촉매를 비활성화시키면 동역학을 억제할 수도 있다. 나노기술의 발전으로 촉매의 표면을 엔지니어링하여 원하는 결정면만 반응물에 노출시켜 원하는 반응에 대한 효과적인 반응 부위의 수를 최대화할 수 있다.
현재까지는 모든 표면 효과가 반응에 따라 강하게 달라지므로 일반화된 표면 의존성 메커니즘을 정립할 수 없다. 표면 의존성에 기반한 몇 가지 반응 분류가 제안되었지만 여전히 여기에 속하지 않는 많은 예외가 있다.

##### 입자 크기 효과

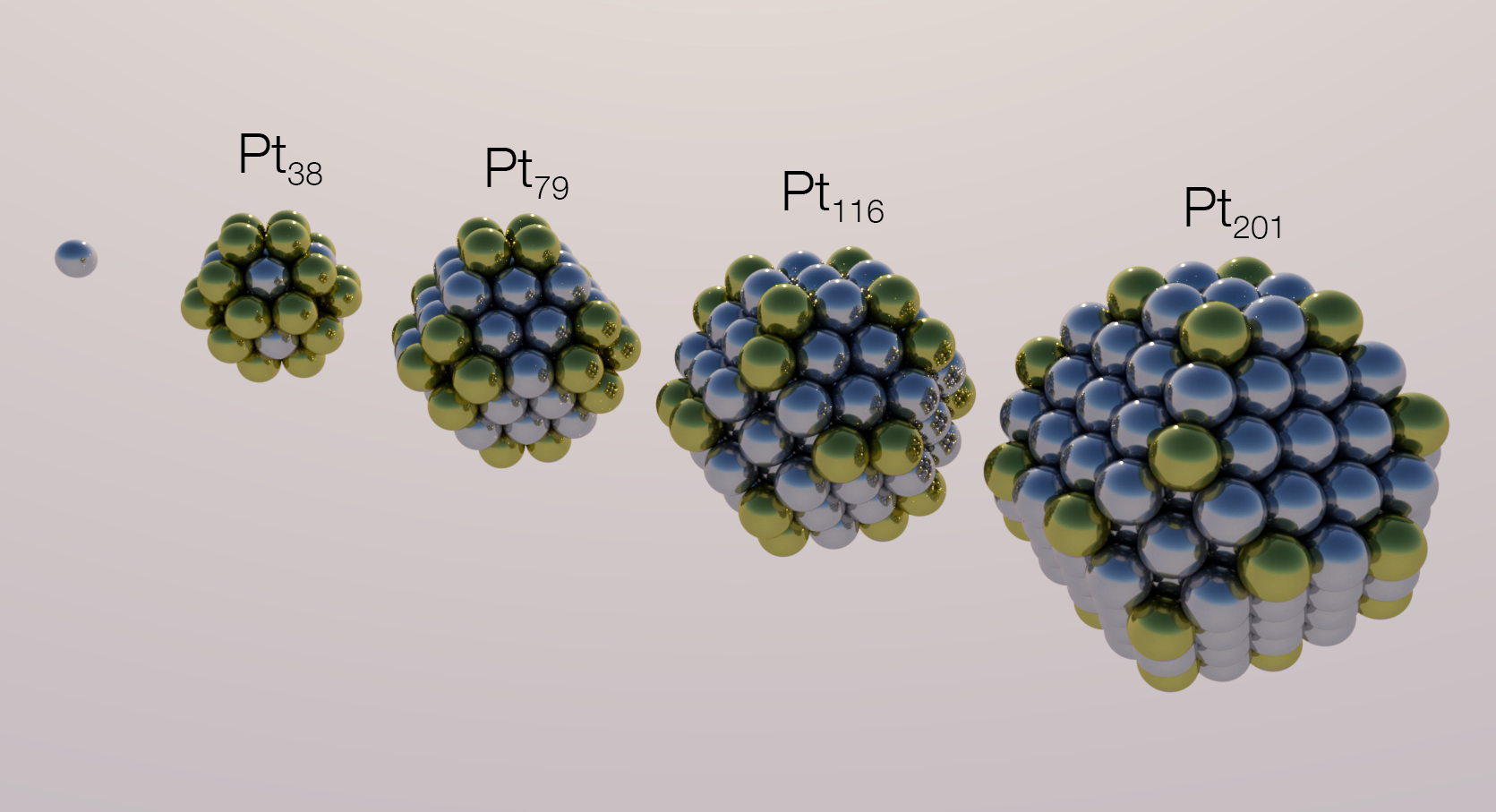
입자 크기 효과의 예: 다양한 종류의 반응 부위의 수는 입자 크기에 따라 달라진다. 이 네 개의 FCC 나노입자 모델에서 (111) 면과 (100) 면 사이의 킹크 부위(배위수 6, 금색 구로 표시)는 네 가지 다른 나노입자 모두에서 24개인 반면, 다른 표면 부위의 수는 다양하다.

전기화학 공정에서 촉매 비용을 가능한 한 줄이는 데 대한 관심은 미세 촉매 분말의 사용으로 이어졌는데, 이는 평균 입자 크기가 감소함에 따라 비표면적이 증가하기 때문이다. 예를 들어, 가장 흔한 PEM 연료 전지 및 전기분해기 설계는 전기 촉매로 백금 흑이라고 불리는 백금 나노입자가 충전된 고분자 막을 기반으로 한다.
비록 표면적 대 부피비가 전기촉매 크기와 활성을 연관시키는 주요 매개변수로 일반적으로 간주되지만, 입자 크기 효과를 이해하기 위해서는 더 많은 현상을 고려해야 한다:
- 평형 형태: 주어진 나노입자의 크기에 따라 정확히 결정면을 결정하는 평형 형태가 있다.
- 반응 부위 상대적 수: 나노입자의 주어진 크기는 특정 수의 표면 원자에 해당하며, 이들 중 일부만이 반응 부위를 갖는다.
- 전자 구조: 특정 크기 이하에서 나노입자의 일함수가 변하고 밴드 구조가 사라진다.
- 결함: 작은 나노입자의 결정 격자는 완벽하다. 따라서 결함이 반응 부위로 작용하여 향상되는 반응은 입자 크기가 감소함에 따라 느려진다.
- 안정성: 작은 나노입자는 오스트발트 숙성 현상에 따라 원자가 더 큰 입자로 확산되어 질량을 잃는 경향이 있다.
- 캡핑제: 나노입자를 안정화하려면 캡핑 층이 필요하므로 표면의 일부는 반응물에 사용할 수 없다.
- 지지체: 나노입자는 제자리에 머물기 위해 종종 지지체 위에 고정되므로 표면의 일부는 반응물에 사용할 수 없다.

#### 탄소 기반 재료
탄소 나노튜브 및 그래핀 기반 재료는 전기촉매로 사용될 수 있다. 그래핀과 탄소 나노튜브의 탄소 표면은 많은 화학종의 흡착에 적합하여 특정 전기 촉매 반응을 촉진할 수 있다. 또한, 이들의 전도성은 우수한 전극 재료임을 의미한다. 탄소 나노튜브는 매우 높은 표면적을 가지고 있어 전기화학적 변환이 일어날 수 있는 표면 부위를 최대화한다. 그래핀은 또한 단일 원자 촉매와 같은 다른 종류의 나노재료와 복합체를 구성하는 플랫폼으로 사용될 수 있다. 전도성 때문에 탄소 기반 재료는 금속 없는 전기 촉매 작용을 수행하기 위해 잠재적으로 금속 전극을 대체할 수 있다.

#### 골격 재료
금속 유기 골격체 (MOF), 특히 전도성 골격은 CO2 환원 및 물 분해와 같은 공정에서 전기 촉매로 사용될 수 있다. MOF는 금속 중심과 유기 리간드 부위 모두에서 잠재적인 활성 부위를 제공한다. 또한 기능화되거나 나노입자와 같은 다른 재료를 캡슐화할 수도 있다. MOF는 탄소 기반 재료와 결합하여 전기 촉매를 형성할 수도 있다. 공유결합 유기 골격체 (COF), 특히 금속을 포함하는 것들도 전기 촉매로 작용할 수 있다. 코발트 포르피린으로 구성된 COF는 이산화 탄소를 일산화 탄소로 환원하는 능력을 입증했다.
그러나 많은 MOF는 화학적 및 전기화학적 조건에서 불안정한 것으로 알려져 있어, MOF가 실제로 촉매인지 전구체 촉매인지 판단하기 어렵다. 전기촉매 작용 중 MOF의 실제 활성 부위를 포괄적으로 분석할 필요가 있다.

## 전기 촉매 연구

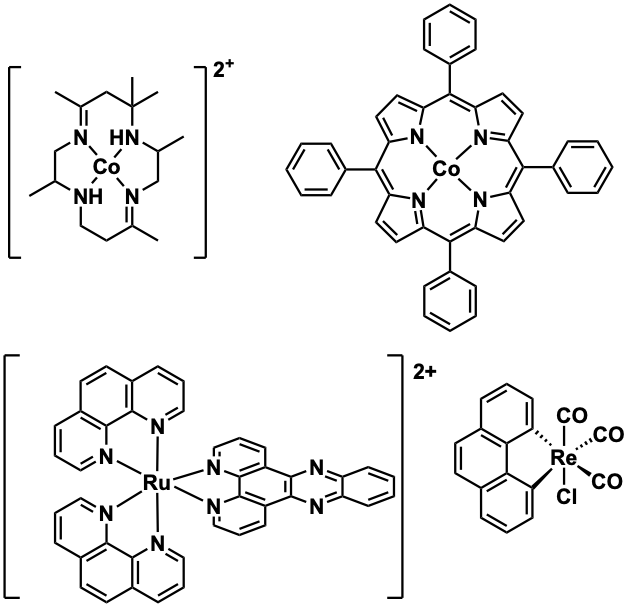
균일 전기 촉매로서의 활성을 나타내는 일부 전이 금속 착물.

### 물 분해 / 수소 발생

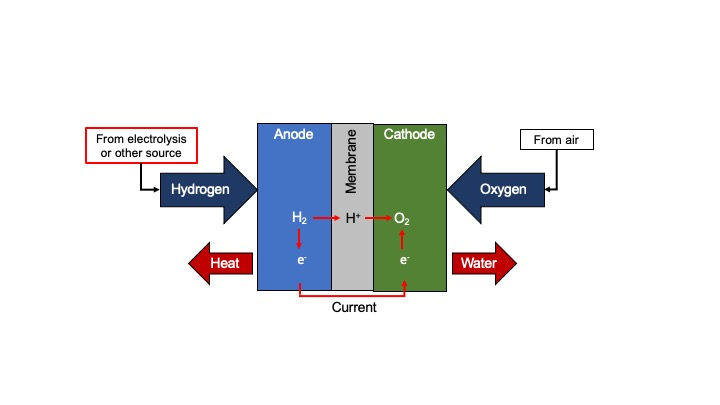
수소 연료전지의 개략도. 수소 공급을 위해 전기 촉매적 물 분해가 일반적으로 사용된다.

수소와 산소는 연료 전지를 사용하여 결합될 수 있다. 이 과정에서 반응은 두 개의 반쪽 반응으로 나뉘어 분리된 전극에서 발생한다. 이 상황에서 반응물의 에너지는 직접 전기로 변환된다. 이 반응의 열에너지는 오토사이클 열역학 사이클을 기반으로 하는 내연기관을 통해 최대 60%의 효율(압축비 10, 비열비 1.4 기준)로 유용한 에너지를 얻을 수 있다. 연료전지의 경우와 같이 산화환원 메커니즘을 통해 수소와 산소를 결합하는 것도 가능하다. 이 과정에서 반응은 두 개의 반쪽 반응으로 나뉘어 분리된 전극에서 발생한다. 이 상황에서 반응물의 에너지는 직접 전기로 변환된다.
수소의 표준 환원 전위는 0V로 정의되며, 흔히 표준 수소 전극 (SHE)이라고 한다.
| 반쪽 반응                   | 환원 전위 Eored (V) |
| --------------------------- | ------------------- |
| 2H+ + 2e− → H2 (g)          | ≡ 0                 |
| O2(g) + 4H+ + 4e− → 2H2O(l) | +1.23               |

 수소 발생 반응(HER)은 많은 촉매에 의해 촉진될 수 있다.

### 이산화 탄소 환원
이산화 탄소 환원을 위한 전기 촉매는 상업적으로 사용되지 않지만 연구 주제로 남아 있다. CO2를 유용한 생산물로 환원시키는 것은 기후변화에 대처할 수 있는 잠재적인 방법이다. 전기 촉매는 이산화 탄소를 메탄올 및 기타 유용한 연료 및 원료 화학물질로 환원시키는 것을 촉진할 수 있다. CO2의 가장 가치 있는 환원 생산물은 에너지 함량이 높아 연료로 재사용될 수 있는 것들이다. 따라서 촉매 개발은 메탄 및 메탄올과 같은 생산물 생산에 중점을 둔다. 효소 및 합성 배위 화합물과 같은 균일 촉매가 이 목적을 위해 사용되어 왔다. 탄소 기반 재료 및 골격 재료를 포함한 다양한 나노재료도 CO2 환원을 위해 연구되었다.

### 에탄올 구동 연료 전지
메탄올 수용액은 CO2 수소 가스 및 물로 분해될 수 있다. 이 과정은 열역학적으로 유리하지만, 활성화 장벽이 매우 높아 실제로는 이 반응이 일반적으로 관찰되지 않는다. 그러나 전기 촉매는 이 반응을 크게 가속화하여 메탄올을 연료 전지용 수소 저장의 가능한 경로로 만들 수 있다. 금, 백금, 다양한 탄소 기반 재료와 같은 전기 촉매가 이 과정을 효과적으로 촉매하는 것으로 나타났다. 탄소 지지 주석 산화물 나노입자 상의 백금과 로듐으로 구성된 전기 촉매는 실온에서 탄소-탄소 결합을 끊을 수 있으며, 부산물로 이산화 탄소만 생성되므로, 에탄올이 전기를 생성하는 데 필요한 수소 이온과 전자로 산화될 수 있다.

### 화학 합성
전기 촉매는 합성 제품을 얻기 위해 특정 화학 반응을 촉진하는 데 사용된다. 그래핀과 그래핀 산화물은 합성용 전기 촉매 재료로서 가능성을 보여주었다. 전기 촉매 방법은 고분자 합성에도 잠재력이 있다. 전기촉매 합성 반응은 반응의 규모와 목적에 따라 정전류, 정전위 또는 정전압 조건에서 수행될 수 있다.

### 수처리에서의고도산화공정
수처리 시스템은 종종 유해 화합물의 분해를 필요로 한다. 이러한 처리 과정은 고도산화공정이라고 불리며, 소독 부산물, 살충제 및 기타 유해 화합물을 파괴하는 데 핵심적인 역할을 한다. 특히 PFAS와 같은 더욱 강력한 화합물을 파괴하기 위한 노력이 점차 증가하고 있다.

## 같이 보기
- 전기화학
- 촉매 반응
- 물의 전기분해
- 비패러데이 촉매 활성 전기화학적 변형
- 타펠 방정식